# Andżyjewskij
Andżyjewskij (ros. Анджиевский) – osiedle typu miejskiego w Rosji, w Kraju Stawropolskim, w rejonie mineralnowodzkim. W 2021 liczyło 6117 mieszkańców.